# Sosnowo (Lipowo)
Sosnowo – część wsi Lipowo w Polsce położona w województwie podlaskim, w powiecie augustowskim, w gminie Bargłów Kościelny. Sosmowo wchodzi w skład sołectwa Pieńki.
W latach 1975–1998 Sosnowo administracyjnie należało do województwa suwalskiego.